# Cadmiumthiocyanat
Cadmiumthiocyanat ist eine chemische Verbindung des Cadmiums aus der Gruppe der Thiocyanate.

## Gewinnung und Darstellung
Cadmiumthiocyanat kann durch Reaktion einer Cadmiumsulfatlösung mit einer Bariumthiocyanatlösung gewonnen werden.
{\displaystyle {\ce {CdSO4 + Ba(SCN)2 -> Cd(SCN)2 + BaSO4}}}
Ebenfalls möglich ist die Darstellung durch Reaktion von Cadmium(II)-chlorid mit Kaliumthiocyanat in Ethanol.
{\displaystyle {\ce {CdCl2 + 2 KSCN -> Cd(SCN)2 + 2 KCl}}}

## Eigenschaften
Cadmiumthiocyanat ist ein farbloser Feststoff, der löslich ist in Wasser. Er besitzt eine monokline Kristallstruktur mit der Raumgruppe P21/n (Raumgruppen-Nr. 14, Stellung 2) mit a = 7,39(1), b = 13,10(2), c = 5,86(1) Å, β = 112,1(3)° sowie 4 Formeleinheiten pro Elementarzelle.